# Emma Starr
Emma Starr (San Diego, California; 6 de enero de 1971) es una actriz pornográfica estadounidense.

## Primeros años
Jane Jones (nombre real) nació en San Diego, California el 6 de enero de 1971. Durante su infancia estudió en colegios católicos. Al crecer conoció a su esposo Brad en un bar. Antes del porno trabajó como secretaria.
Su esposo y ella son swingers, por lo que este estilo de vida la llevó a incursionar en el mundo del porno.

## Inicios en el porno

### Actriz Porno (2003-presente)
Jane inició su carrera en la industria porno en el año 2003 a la edad de 32 realizando porno explícito. Fue entonces cuando adoptó su nombre artístico Emma Starr. Desde entonces ha sido promocionada en roles de MILF.
Su rol más conocido ha sido el de interpretar a una maestra (Mrs. Starr) en la serie de Naughty America: My First Sex Teacher, aunque también ha realizado películas gonzo y gang bangs. Además ha protagonizado la serie My friend's hot mom.
Aunque inicialmente solo realizaba escenas heterosexuales, pronto empezó a estelarizar escenas interraciales, lésbicas y grupales. Finalmente, en el año de 2010 Emma protagonizó una cinta gonzo donde realizó su primera escena de coito anal.

## Pírsines y tatuajes
A mitad de su carrera, Emma se sometió a la inserción de pírsines en su ombligo, en sus pezones y en su clítoris. Además tiene un tatuaje en la cadera.

## Vida personal
Emma alterna sus apariciones en cintas pornográficas con su trabajo como escort en Dallas, Texas. Adicionalmente es aficionada a montar motocicletas, viajar, esquí acuático y montar a caballo.
Actualmente mantiene dos sitios web, adicionalmente a dos grupos en la red social en Yahoo! Groups.

## Producciones independientes
En su sitio web, Emma organiza concursos en los cuales, el premio principal consiste en participar sexualmente con ella en alguna producción independiente.